# Anton Joseph Schupp

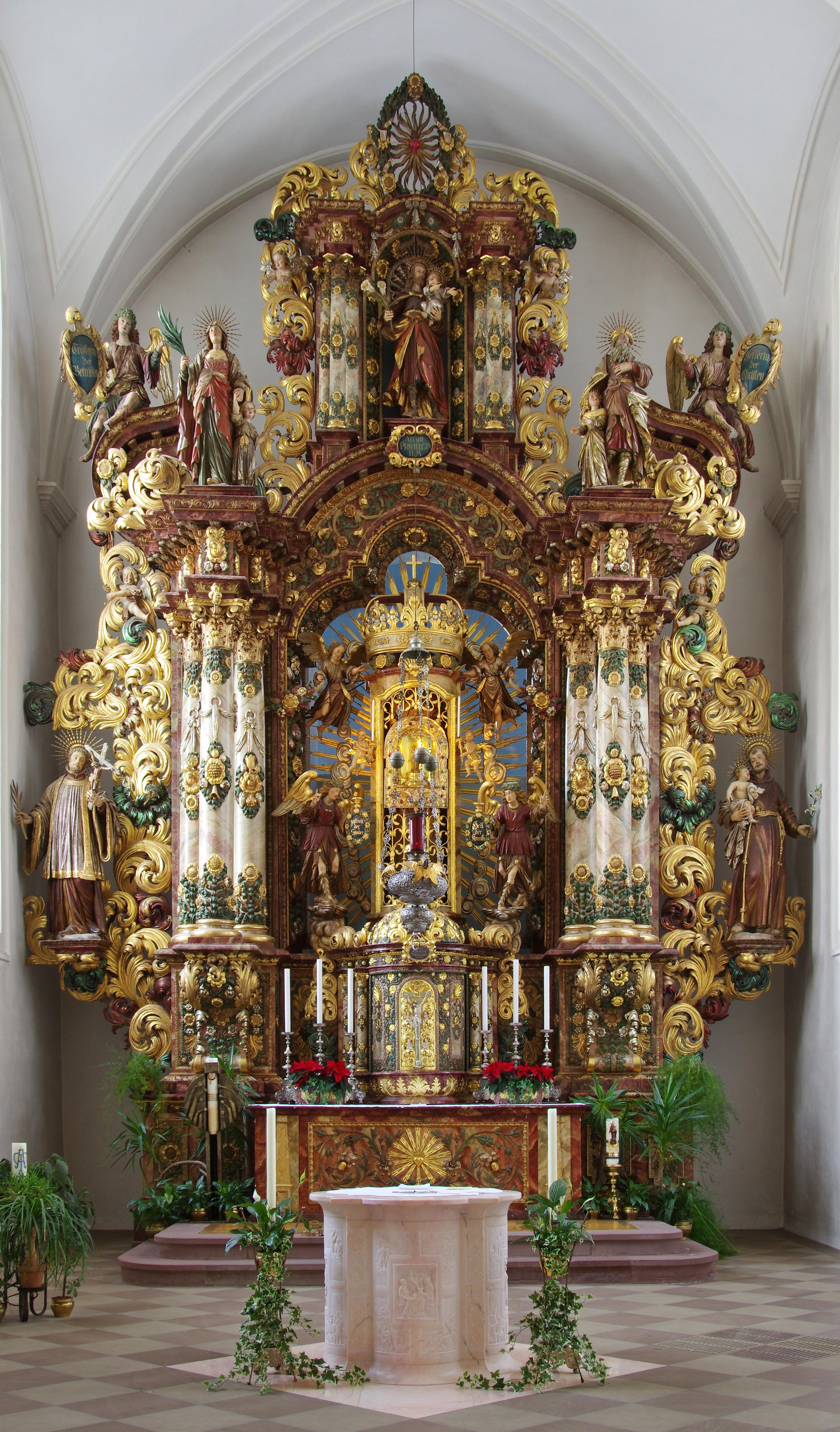
Hochaltar von Anton Joseph Schupp, aufgestellt 1705 in der Wallfahrtskirche Maria in der Tanne in Triberg

Anton(i) Joseph Schupp (* 1664 in Villingen im Schwarzwald; † 1729 ebenda) war ein süddeutscher Bildhauer.

## Familie
Er stammte aus einem alten Villinger Geschlecht, sein Vater war der Bildhauer Johann Schupp (1631–1713). Seine Söhne waren Joseph Schupp († 1748), Johann Baptist Schupp (1703–1735) und sein Nachfolger Johann Ignatius Schupp (1692–1748).

## Werke

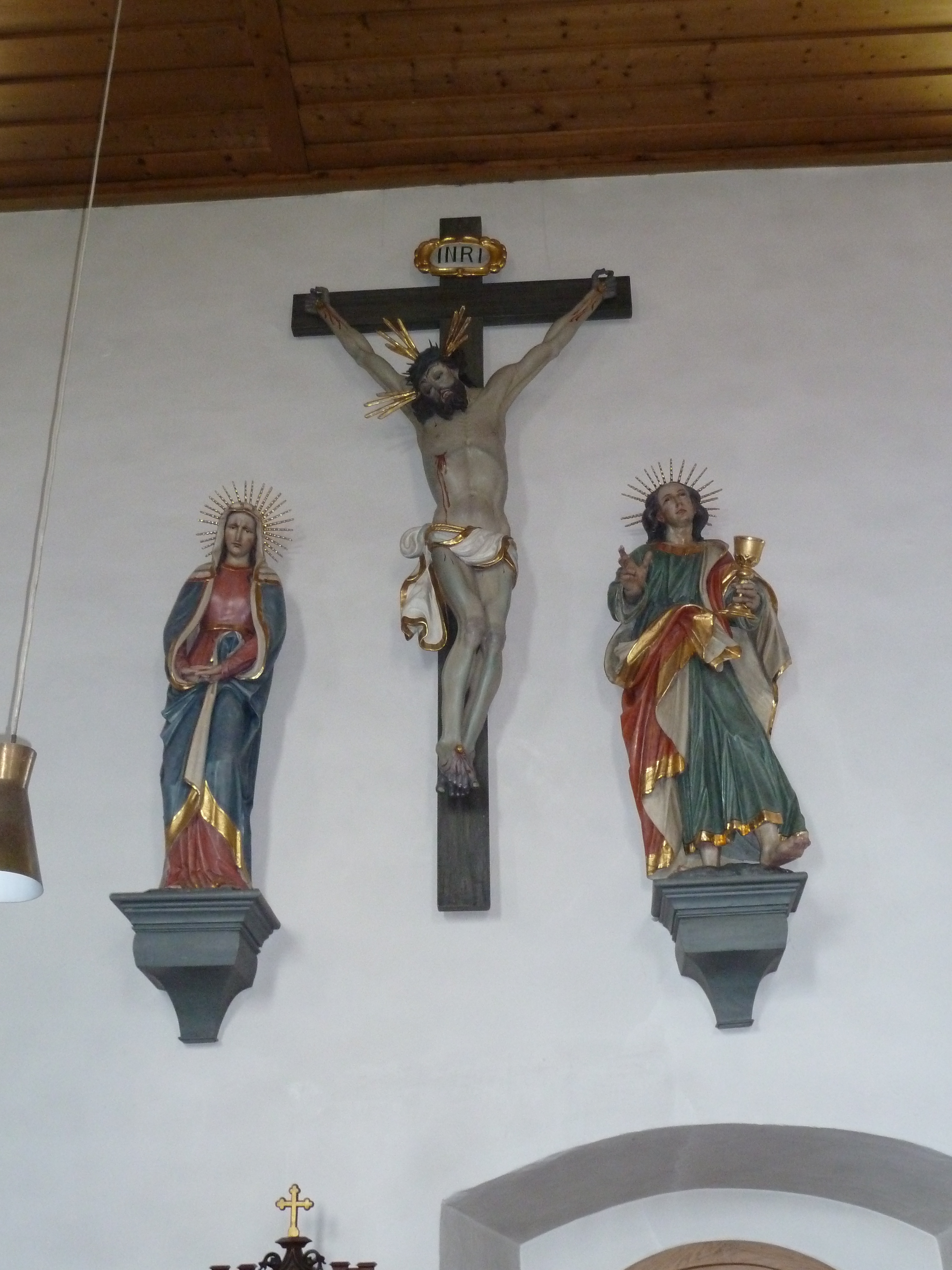
Kreuzigungsgruppe in Kappel

- 1705, Kanzel und Altar in der Wallfahrtskirche Maria in der Tanne in Triberg
- 1714, Blasiusskulptur auf dem Blasiusbrunnen vor dem Dom St. Blasien
- 1715 bis 1719, Apostel und Statue Johann Baptista für das Villinger Münster
- Madonna und hl. Agatha (?) in der Spitalkapelle Villingen
- Kloster Rheinau Zwölf Apostel auf dem Chorgestühl, Fintanaltar und Spieltisch der Chororgel
- Kreuzigungsgruppe (mit seinem Bruder Johann(ii)) in der St.-Gallus-Kirche in Kappel (Lenzkirch)[1]
- um 1700, Gott Vater über dem Chorbogen mit der neuzeitlichen Ummalung von Clemens Hillebrand, hl. Blasius, Statue an der linken Seite des Chorbogens, hl. Franz Xaver, Statue an der rechten Seite und Anna selbdritt über dem Seitenportal in der Pfarrkirche St. Sebastian in Triberg-Nußbach[2]
- Kruzifix in der Filialkirche Maria Königin des Friedens in Schluchsee-Blasiwald[3]
- Um 1720 Apostelfiguren in St. Peter und Paul (Grießen)

## Zuschreibungen
Die Statue der Maria Immaculata auf dem Marienbrunnen in Tiengen wurde ihm manchmal zugeschrieben, stammt jedoch von dem Bildhauer Joseph Dietsche.